# ریمتسما
ریمتسما (انگلیسی: Reemtsma) شرکت دخانیات آلمانی است، که در سال ۱۹۱۰ تأسیس شد.